# Curling-Weltmeisterschaft der Damen 2020
Die Curling-Weltmeisterschaft der Damen 2020 (offiziell: World Women’s Curling Championship 2020) sollten vom 14. bis 22. März in Prince George (Kanada) im dortigen CN Centre stattfinden. Aufgrund der COVID-19-Pandemie wurde das Turnier jedoch wenige Wochen vorher abgesagt.